# ガールフレンド (漫画)
『ガールフレンド』は原作：外園昌也、画：別天荒人による日本の漫画。全5巻。『週刊ヤングジャンプ増刊』にて読みきりとして掲載されていたが、好評のため不定期連載となった。作画の別天によるとオムニバス作品のため、毎回異なったキャラクターをデザインしなければならず、苦労したとのことである（オムニバス形式であるが、複数回登場したキャラクターもいる）。
最初に原案が外園によって書かれたのは本人曰く「雑誌掲載から3、4年前」とのこと。外園はそれまでSFやホラーなどの難しい作品ばかり書いていたので、「たまには軽いラブコメでも書いてみよう」と書き始めたのがこの作品である。冗談のような軽いノリで書き始めたのだが、外園自身も気持ち悪いくらいスイスイ書き進み、完成した作品を見て愕然とした。なんとも形容しがたい奇妙で不思議な作品であり「大体ラブコメの体をなしてない」と「これは駄目だ」と自身で封印（お蔵入り）することにした。だがそのあと偶然編集者に見つけられ「変わっていて面白い」と意外な好評価を貰い、あっという間に『ヤングジャンプ増刊』で掲載され、好評を博し不定期連載になった。もし偶然編集者が発見しなければ幻の作品になっていたかもしれない。
形式上ラブコメディと思われがちだが、内容は「高校生の日常」、「性と自我の目覚め」が主であり、外園の最終巻あとがきによると「ラブコメのふりしたホラー作品」として書いたらしい。

## 登場人物
前述した通り、オムニバス形式のため、連作は少ない。ここでは複数回登場したキャラクターのみ巻数順に紹介する。
森川亜弓（1巻act1&2巻act6、7）
陸上部に所属するスポーツ万能の男勝りの女子高生。だがそのことが彼女にとって同時にコンプレックスであった。同級生の高久を誘って処女喪失。高久に対して恋愛感情はなく、いわゆるセックスフレンドの関係。
高久（登場回は森川と同じ）
大人しく気弱で、背が低い男子高校生。一学期に席が森川と隣同士になったのが縁で親しくなる。森川の初めての相手となるが、彼女に対し恋愛感情を持つようになる。一度後輩と関係を結びそうになるが、やはり森川の元へ帰る。
芳川千晶（1巻act4、4巻act16、5巻act21 最終話）
スタイルよし、性格よし、成績トップという美少女高校生。生徒会活動にも熱心。同級生の倉木と付き合っているが、完璧すぎる彼女に倉木が負い目を感じていることに気がついていない。
最終話では倉木と結婚間近らしい（仲よく同棲しているようだが、薬指に指輪がないことから）。
倉木（登場回は芳川と同じ）
眼鏡をかけた男子高校生で芳川と交際している。だが、完璧すぎる彼女に対して負い目をもっている。そのことで悩んでいた際に戸川啓子と出会い、彼女との方が釣り合いが取れた交際が出来るのでは、と考えるようになる。
最終話ではどうやら一級建築士になり芳川と結婚間近であることが窺える。
吉田美奈子（1巻特別編、3巻特別編）
オタク少年である立川京一と交際する女子高校生。ルックスは美少女で、異性からは非常にモテる。京一の考えが理解出来ず、何度も衝突する。
だが彼が取る行動が美奈子を思っての行為だと知り、復縁する。
戸川啓子（2巻act7、3巻act12、4巻act16、5巻act21、最終話）
一見真面目な女子高校生。しかし性には興味があるものの、キスが精一杯。そのことで一応彼氏である藤井をヤキモキさせている。藤井とのセックスは拒んでいるもの、倉木とはキスをし、自然にセックスしたくなった（未遂）。所謂ピーターパン症候群ではないかと推測されている。
5巻で倉木と再会する。最終話の廃校での会話から藤井とはずっと付き合っていたようだ。
藤井（戸川と同じ。だが5巻のみ登場せず）
ジャニーズ系の美少年。戸川と交際している。セックスは拒まれているのだがモテるので他の女性で解消しているようだ。act16では偶然出会った芳川とキス寸前までいくが未遂。
最終話での倉木と戸川の会話から戸川とはその後も交際し、結婚する模様。実家は運送会社を経営しているようである。
松原沙月（2巻act8、3巻act11、12）
無防備な格好で弟の尚樹を困らせる。だが彼女と尚樹には秘密がある。
松原尚樹（沙月と同じ）
無防備で「罠」を仕掛けてくる姉の沙月に恋心を寄せる弟。だが実際に交際している彼女との板ばさみに悩む。
上原みなみ（2巻act8、9、4巻act19）
とても小さい女子高校生。陸上部に遠山というイケメン先輩目当てに入部してきた。だが遠山の彼女の存在を知り、傷ついているときに慰めてくれた高津と結ばれる。
高津（上原と同じ）
陸上部で上原と同時入部した男子高校生。上原のことをからかいながらも、気になっていたようだ。上原が失恋した際、彼女を慰めつつ告白し結ばれる。

## 舞台
物語の舞台が唯一判明しているのは第3巻収録のact11（後編）で、P50のコマに静岡県伊東市の伊東駅の姿が見える。

## コピー
雑誌・帯に使われたコピー
僕たちには本当の恋の意味がわからない…
ここでは大人を演じなくてもいいんだよ

## ドラマCD
最終巻である第5巻の初版限定版に付属したドラマCD。
キャスト
ガールフレンド
- 紗月：水樹奈々
- 尚樹：伊東隼人
- トモ：木嶋のりこ
- 同級生A：鈴木コウタ
- 同級生B：木下涼介
- 母：田村ゆかり
- 父：筒井武

ボーイフレンド
- 美奈子：田村ゆかり
- 京一：鈴木コウタ
- 女子高生A：水樹奈々
- 女子高生B：木嶋のりこ
- 女子高生C：徳永愛
- 年下女子高生D：水樹奈々
- 男子高校生A：伊東隼人
- 男子高校生B：木下涼介
- 店員：水樹奈々